# Max Schwarze
Max Schwarze (* 22. Februar 1874 in Lockwitz; † 2. Januar 1928 in Dresden) war ein Wegbereiter der Sportwissenschaft.

## Leben

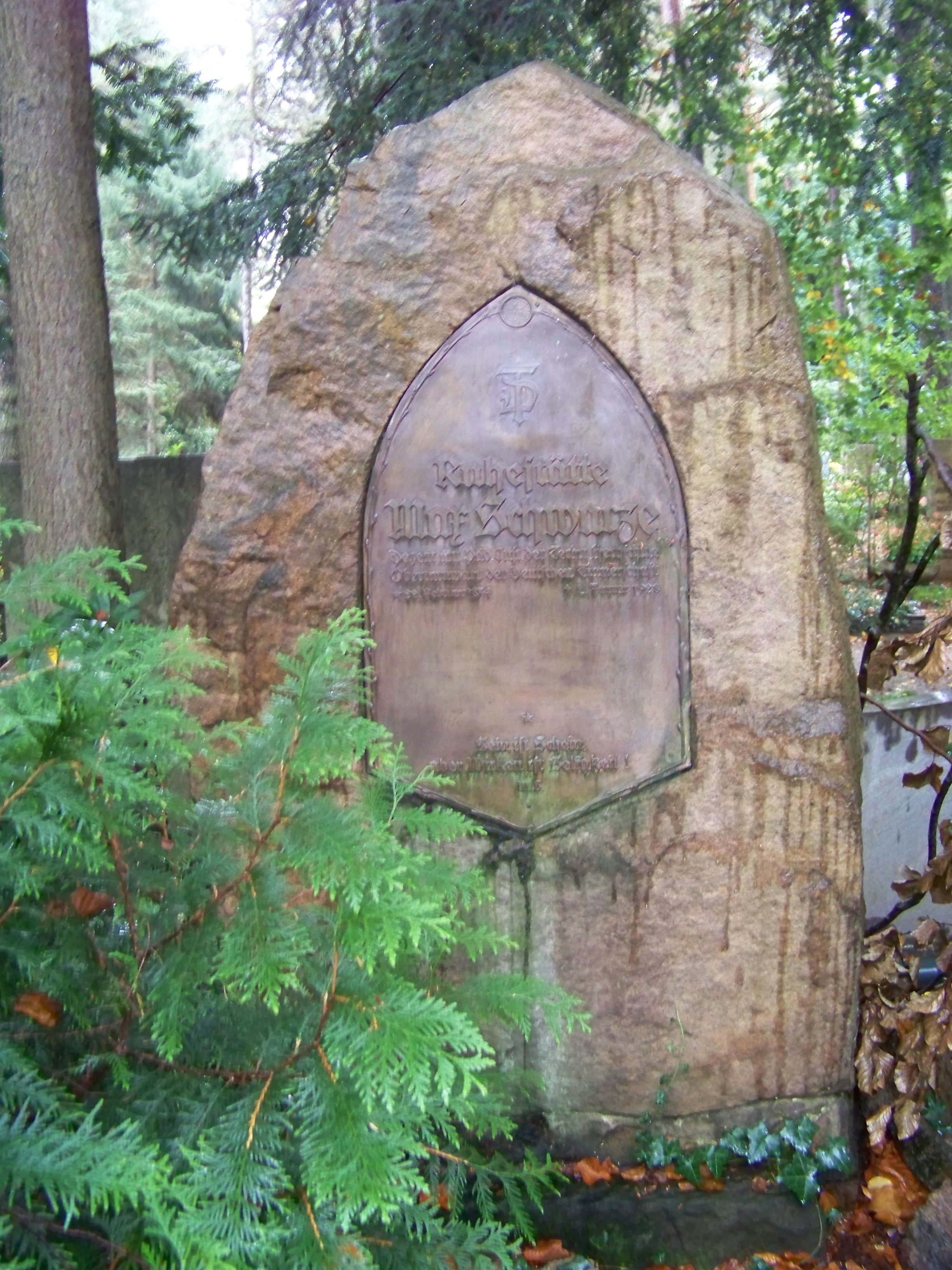
Ruhestätte von Max Schwarze auf dem Waldfriedhof Weißer Hirsch

Schwarze stammte gebürtig aus Lockwitz, einem Vorort von Dresden. Nach dem Besuch des Lehrerseminars in Pirna von 1888 bis 1894 wurde er in diesem Ort Lehrer und Vorturner. 1895 besuchte er die Turnlehrerbildungsanstalt in Dresden und wirkte von 1896 bis 1913 als Seminaroberlehrer am Lehrerseminar Zschopau, 1913 am Lehrerseminar Plauen/Vogtland. Von 1914 bis 1918 diente er als Soldat im Ersten Weltkrieg. Danach unterrichtete er am Freiherrlich von Fletcherschen Lehrerseminar in Dresden und gab die fachwissenschaftliche Zeitung „Leben und Lesen“ heraus.
Der Turnlehrer machte sich einen Namen als Autor von Fachbüchern für die einzelnen Turnabteilungen und -disziplinen. Seine kritischen Ausführungen über die Teilnahme von Frauen am Turnbetrieb fanden wohl aus diesem Grunde Gehör. Auf dem 13. Deutschen Turnfest in München (14. bis 18. Juli 1923) waren die Turnerinnen erstmals nicht nur geduldet, sondern erwünscht. Sie durften sogar an Wettkämpfen teilnehmen. Skeptisch antwortete Schwarze, damals Männerturnwart der Deutschen Turnerschaft (DT), dass die „Turnkunst des Weibes, wenn sie der Unnatur ausweichen will, ihren Mittelpunkt in einer feingliedrigen und schönheitsfrohen Rumpfkultur haben müsste“ und dass nur solche Wettkampfformen im Frauenturnen Platz finden dürften, „die wir [die Männer] auch verantworten können“.
Schwarze sagte im Buch der Deutschen Turnerschaft: „Wohl liegt in der stillen Alltagsarbeit, der Turnvereine der tiefste Sinn turnerischen Lebens, und wenn sie fruchtbar und erhebend ist, auch dessen Erfüllung.“
Nach dem Ersten Weltkrieg stellte Schwarze zuerst bei einem Wettturnen der Männer den Einfluss der Größe beim Hochsprung fest. Beim Kugelstoßen machte er dieselbe Feststellung. Keine direkte Abhängigkeit ergab sich dagegen beim Lauf. Beim Geräteturnen waren die Ergebnisse gerade umgekehrt. Im Durchschnitt schnitten die Kleinen am günstigsten ab. Insgesamt folgerte Schwarze dann aber, dass der Vorteil der Größeren in den volkstümlichen Übungen weit dem der Kleineren beim Gerätturnen überwiege.
Von 1921 bis 1923 unterrichtete Schwarze als Studienrat am Fletcherschen Lehrerseminar in Dresden, um dann mit derselben Amtsbezeichnung am Pädagogischen Institut Dresden, das bis 1936 zur TH Dresden gehörte, als Dozent zu arbeiten. Mit Blick auf eine drohende Wiederholung von „Karthagos Untergang“ konnte der spätere Oberturnwart die Frage stellen: „Sind wir wirklich reif zur Vernichtung?“ „Alles Gerätturnen“, schrieb Schwarze 1926, sei „im Grunde eine Sache natürlicher Ursprünglichkeit (…) Sie sind dem Leben selbst abgesehen.“ 
Beim 19. Deutschen Turntag am 27./28. August 1926 in Bremen wurde Max Schwarze als Nachfolger von Arno Kunath zum DT-Oberturnwart gewählt.
Dass die Judenfrage nicht glaubenstümlich, sondern rassisch zu werten sei, sei zu jener Zeit noch nicht zur Allgemeinerkenntnis geworden, behauptete der Publizist und Verleger antisemitischer Schriften Theodor Fritsch im „Handbuch der Judenfrage – die wichtigsten Tatsachen zur Beurteilung des jüdischen Volkes“ (Leipzig 1944, S. 380). „Weder das Religionsbekenntnis noch die politische Gesinnung sollten hier etwas zu sagen haben“, habe Max Schwarze geschrieben.
Schwarzes früher Tod am 2. Januar 1928 beendete jäh eine fachlich hoffnungsvoll erscheinende Ära. Kurz bevor er starb, hatte er sich noch maßgeblich an der Gestaltung des großen 14. Deutschen Turnfestes am Rhein (Köln, 25.–30. Juli 1928) beteiligt.
Der 20. Deutsche Turntag am 4./5. Oktober 1929 in Berlin hatte einen besonderen äußeren Rahmen, denn er fand im Deutschen Reichstag statt. Als Oberturnwart erhielt der Bremer Carl Steding das Vertrauen des Turntages, der nach dem Tod von Schwarze dieses Amt bereits kommissarisch ausgeübt hatte.
Schwarze fand seine letzte Ruhe auf dem Waldfriedhof Weißer Hirsch, einem Friedhof am Rand der Dresdner Heide.

## Werke
Unter den von Max Schwarze verfassten Fachbüchern sind zu nennen:
- Das Buch der Deutschen Turnerschaft: Den Alten zur Ehre, den Jungen zur Lehre. Dresden 1925 (2., verbesserte Auflage). Hier stellte Schwarze das Turnen als „Gedanken- und Herzensgemeinschaft des deutschen Volkes“ dar. Der Inhalt: Wie die deutsche Turnerschaft wurde / Was die Deutsche Turnerschaft will / Was die Deutsche Turnerschaft turnerisch leistet / Wie die Deutsche Turnerschaft eingerichtet ist.

- Das Kinderturnen im Turnverein. Leipzig 1923 (2. Auflage)
- Das Kampfrichterbuch der Deutschen Turnerschaft, Dresden 1924

Deutsches Geräteturnen in den Entwicklungsjahren – Ein Hilfsbuch für Verein und Schule. Dresden 1926 (3. Auflage)
- Versuch einer Enzyklopädie der Leibesübungen, Band 2, II. Teil. Dresden 1930 (als Mitherausgeber)
- Mitbegründer des deutschen Volksturnens. Dresden 1931
- Worte für besinnliche Stunden. Hrsg. von Wilhelm Braungardt, Hilden 1949
- Vorwort zu Die deutsche Turnkunst zur Errichtung der Turnplätze nach der Originalausgabe von 1816. 1928.[5]

## Ehrungen

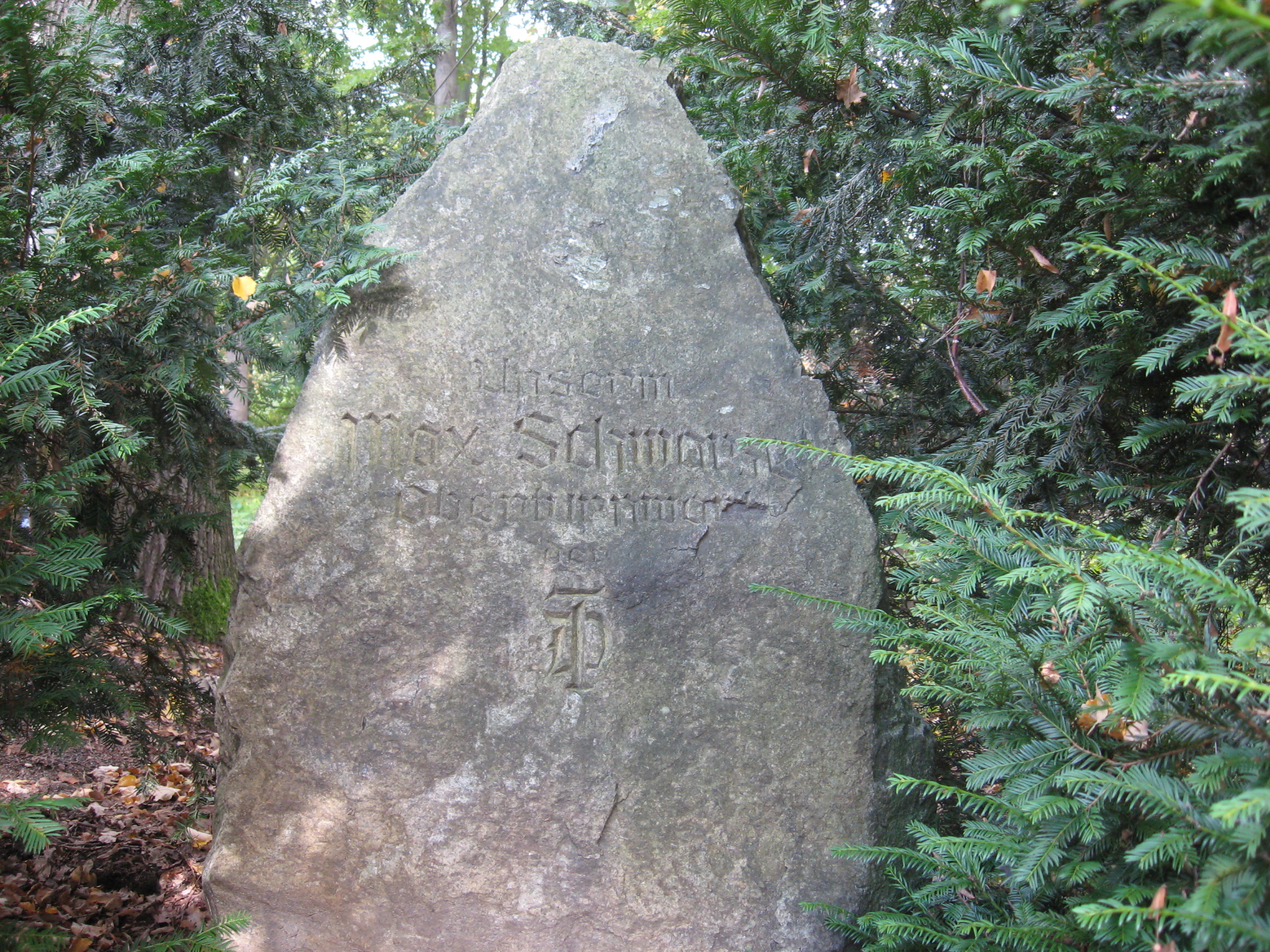
Der Gedenkstein für Max Schwarze in Hohenstein-Ernstthal

- In Dresden-Lockwitz und Pirna, aber auch im Ruhrgebiet in Bottrop gibt es nach Max Schwarze benannte Straßen. Die Max-Schwarze-Straße in Dresden lüftet erst bei genauerem Hinsehen ihr Geheimnis.
- In Hohenstein-Ernstthal steht auf dem Pfaffenberg zwischen Berggasthaus und der Turnhalle ein großer Gedenkstein zu Ehren Max Schwarzes. Aufgestellt wurde er in den 1930er Jahren von den Turnern. Die Ansprache hielt damals Paul Hiemann, 2. Vorsitzender vom Turnverein 1856.[6]